# Gianni Savio
Gianni Savio (* 16. April 1948 in Turin, Piemont; † 30. Dezember 2024 in Turin) war ein ehemaliger Teammanager des Radsportteams GW Shimano Sidermec.

## Karriere
Savio war Enkel von Costante Girardengo aber nie selbst aktiver Radrennfahrer. Er kam 1982 erstmals mit dem Profisport in Kontakt, als er bei dem italienischen Radkomponentenhersteller Galli. arbeitete, welcher bereits Radteams wie Carlos–Galli–G.B.C. oder Mini Flat-Vermeer-Thijs-Galli unterstützt hatte. Seine erste Managertätigkeit hatte er vermutlich beim Team Santini-Selle Italia. Über weitere Managertätigkeiten ab 1991 für das Team Selle Italia–Magniarredo–Vetta und ab 1992 für das Team ZG Mobili kam Savio 1996 zum Team Gaseosas Glacial-Selle Italia. Ab 1996 bis 2024 war er unter einer Vielzahl von Sponsoren- und Namenswechsel dessen Team-Manager. Savio hatte den Ruf eines Förderer von südamerikanischen Radsporttalenten, wie z. B. Nelson Rodríguez, Leonardo Sierra oder Egan Bernal. Er gab auch zahlreichen Fahrern nach Ablauf ihrer Dopingsperren einen Platz in seinem Team. Zu den Fahrer zählten Michele Scarponi, Franco Pellizotti oder Davide Rebellin. Ende 2023 schied er aufgrund ansteigenden, gesundheitlichen Schwierigkeiten aus dem Management aus. Auch wurden ihm teilweise „unfaire“ Vertragsbedingungen zu Lasten der Fahrer unterstellt, wie z. B. 2017 die Affäre Paga per Correre bzw. Pay to Run. Zusammen mit anderen Teammanager wie Angelo Citracca vom Team Wilier-Southeast und Bruno Reverberi von Bardiani-CSF wurde Savio vorgeworfen für einen Platz in ihren Teams Geld von den jeweiligen Fahrern gefordert zu haben. Savio und Angelo Citracca wurden zu einer dreimonatige Sperre verurteilt.
Savio erlag am 30. Dezember einem langjährigen Leiden. In einem Trauergottesdienst wurde er am 3. Januar in der Kirche Gran Madre di Dio in Turin von seiner Familie und einigen bekannten Personen, u. a. Giovanni Ellena, Wladimir Belli, Cordiano Dagnoni und Franco Balmamion, verabschiedet.

## Dopingverwicklungen
Savio wurde vielfach mit Dopingvergehen in Verbindung gebracht, aber nie rechtskräftig verurteilt. Gleichwohl gab es zahlreiche Dopingverstöße in dem von ihm geleiteten Teams.

## Familiäres
Sein Großvater mütterlicherseits war Giovanni Galli. Er war mit seiner Frau Paola (Kosename: Pablita) verheiratet und hatte mit ihr zwei Töchter, Annalisa und Nicoletta. Sein Enkel Edoardo geht zurück auf die Beziehung seiner Tochter Nicoletta mit dem ehemaligen Rennfahrer Fabio Felline.